# Сан Фернандо де Енарес
Сан Фернандо де Енарес (шп. San Fernando de Henares) град је у Шпанији у аутономној заједници Заједница Мадрид. Према процени из 2017. у граду је живело 40 095 становника.

## Становништво
Према процени, у граду је 2017. живело 40 095 становника.
| 2017.  |
| ------ |
| 40.095 |

## Партнерски градови
- Васлуј